# 伊香具神社
伊香具神社（いかぐじんじゃ）は、滋賀県長浜市木之本町大音にある神社。式内社（名神大社）で、旧社格は県社。神紋は「上藤」。
湖北随一の名社と称される。2月24日にオコナイが催される。
鳥居が、伊香式鳥居という全国で唯一の形の鳥居である。厳島神社の大鳥居と大神神社の三ツ鳥居を合わせたような鳥居である。

## 祭神
- 伊香津臣命

『近江国風土記』逸文中の羽衣伝説に登場する「伊香刀美」と同一であるといい、五穀豊穣の神徳を有すという。

## 歴史
上古、当地が未開の湖沼地であった頃、祭神が来て開拓し、その後子孫を守護するために鎮座したといい（『近江輿地志略』）、天武天皇の白鳳10年以前に子孫である伊香宿祢豊厚が社殿を建立したという（『神社由緒記』）。
貞観元年（859年）に従五位上勲八等から従四位下に昇叙され、同8年には従四位上に昇り、延喜の制で名神大社に列した。社伝によれば、寛平7年（895年）に菅原道真が法華経や金光明経を手写して納め、同時に「正一位勳一等大社大明神金剛覚印菩薩」の勅額が下賜されたという。
その後足利尊氏が200石の社領を寄せて正月、5月、9月の各18日に祈祷を行うよう依頼し、浅井氏も庇護を加えたが、賤ヶ岳の戦いの兵火に罹って社殿、古記録を焼失、社領も没収された。
明治8年（1875年）郷社に列し、同32年県社に昇格、同40年には神饌幣帛料供進神社に指定された。

## 境内

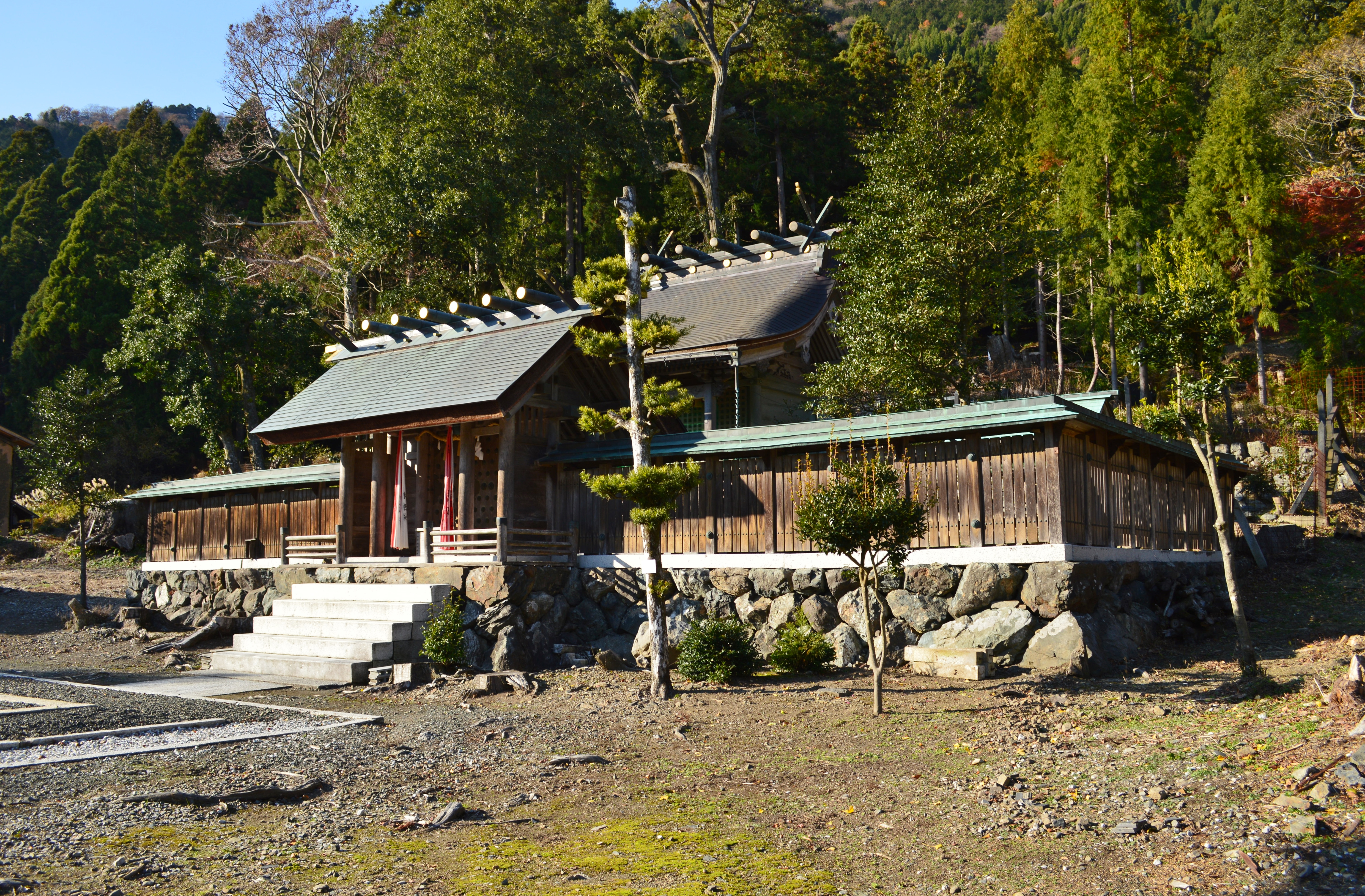
本殿・中門
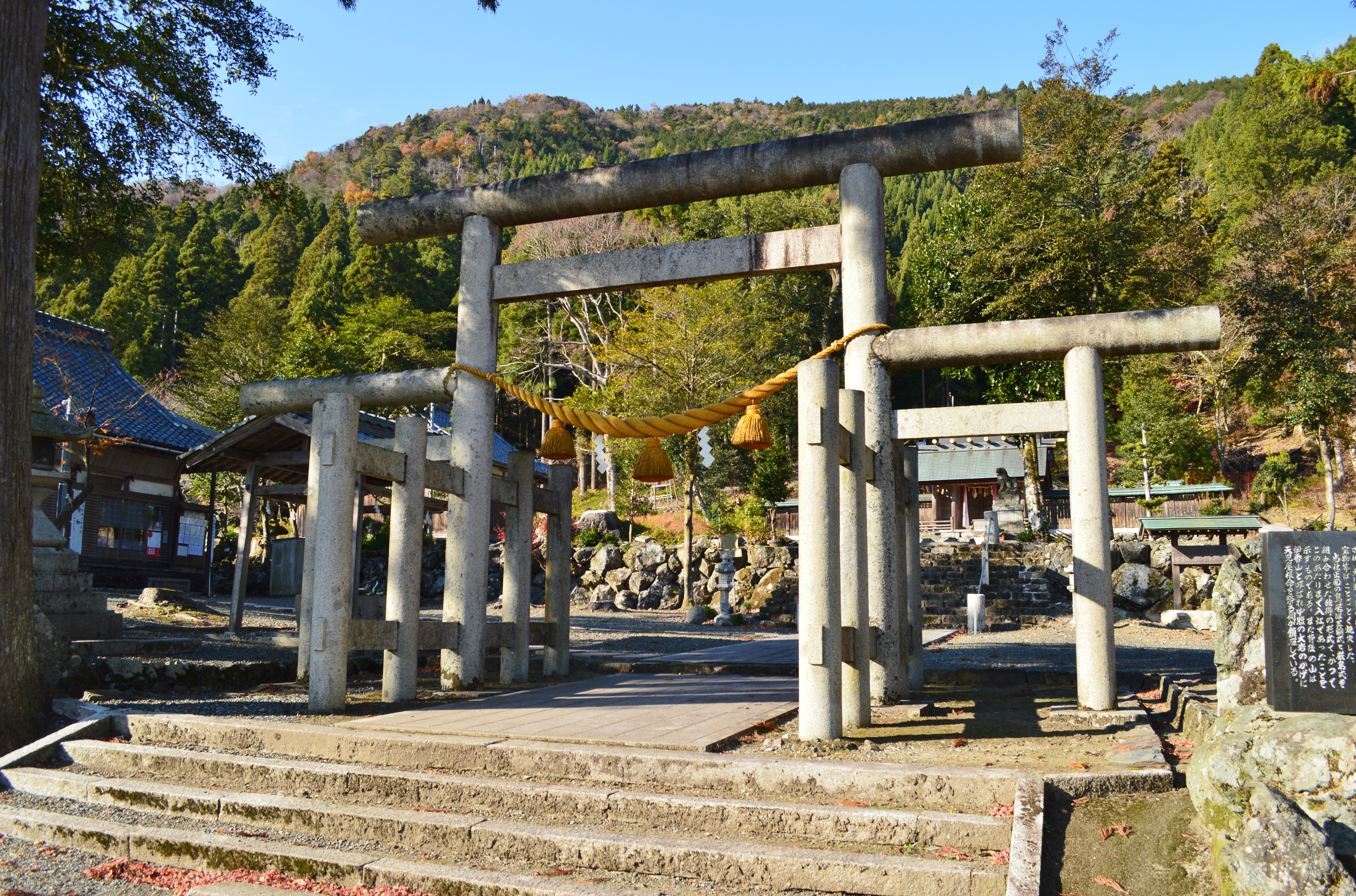
伊香式鳥居
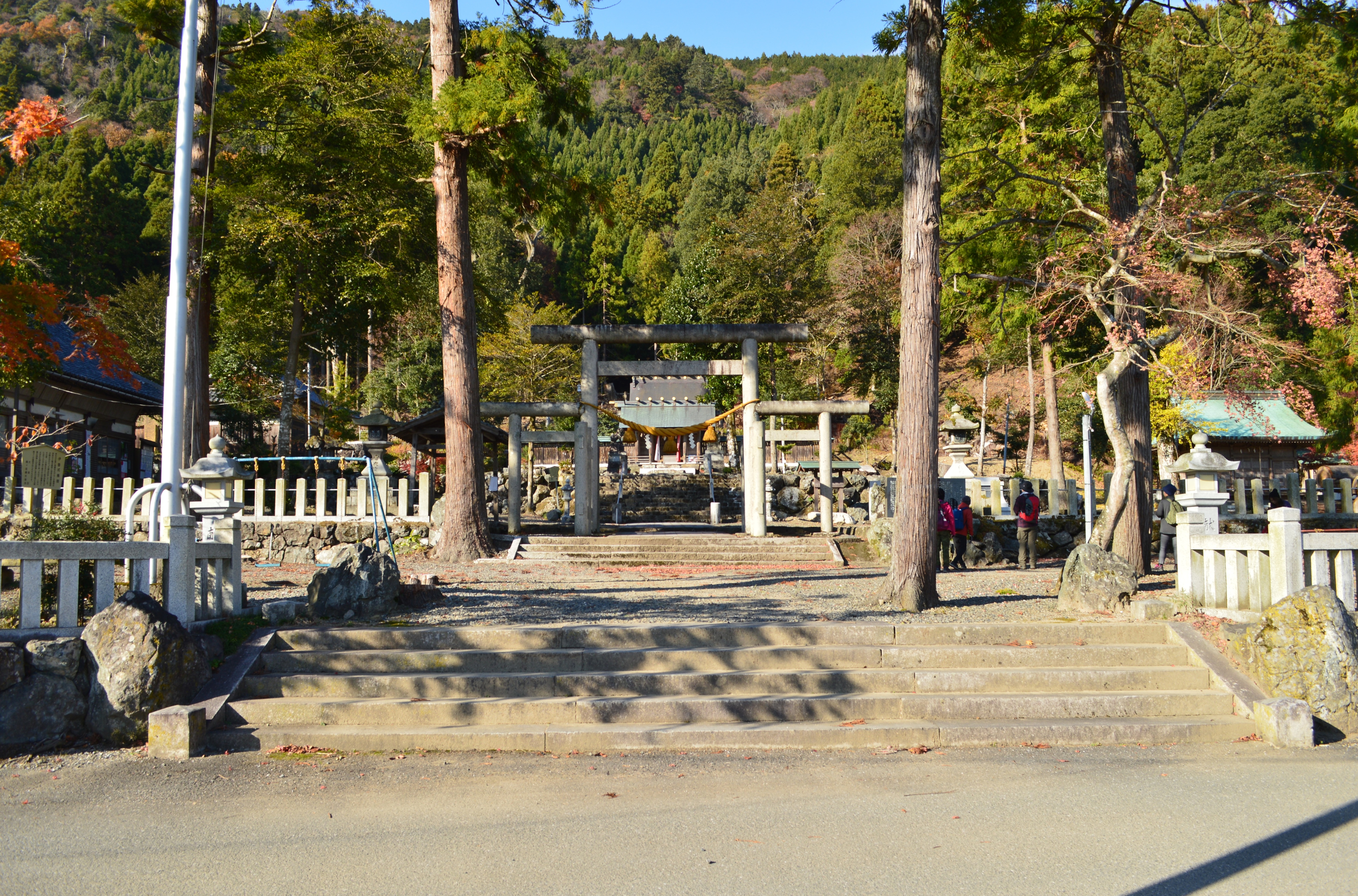
境内入り口
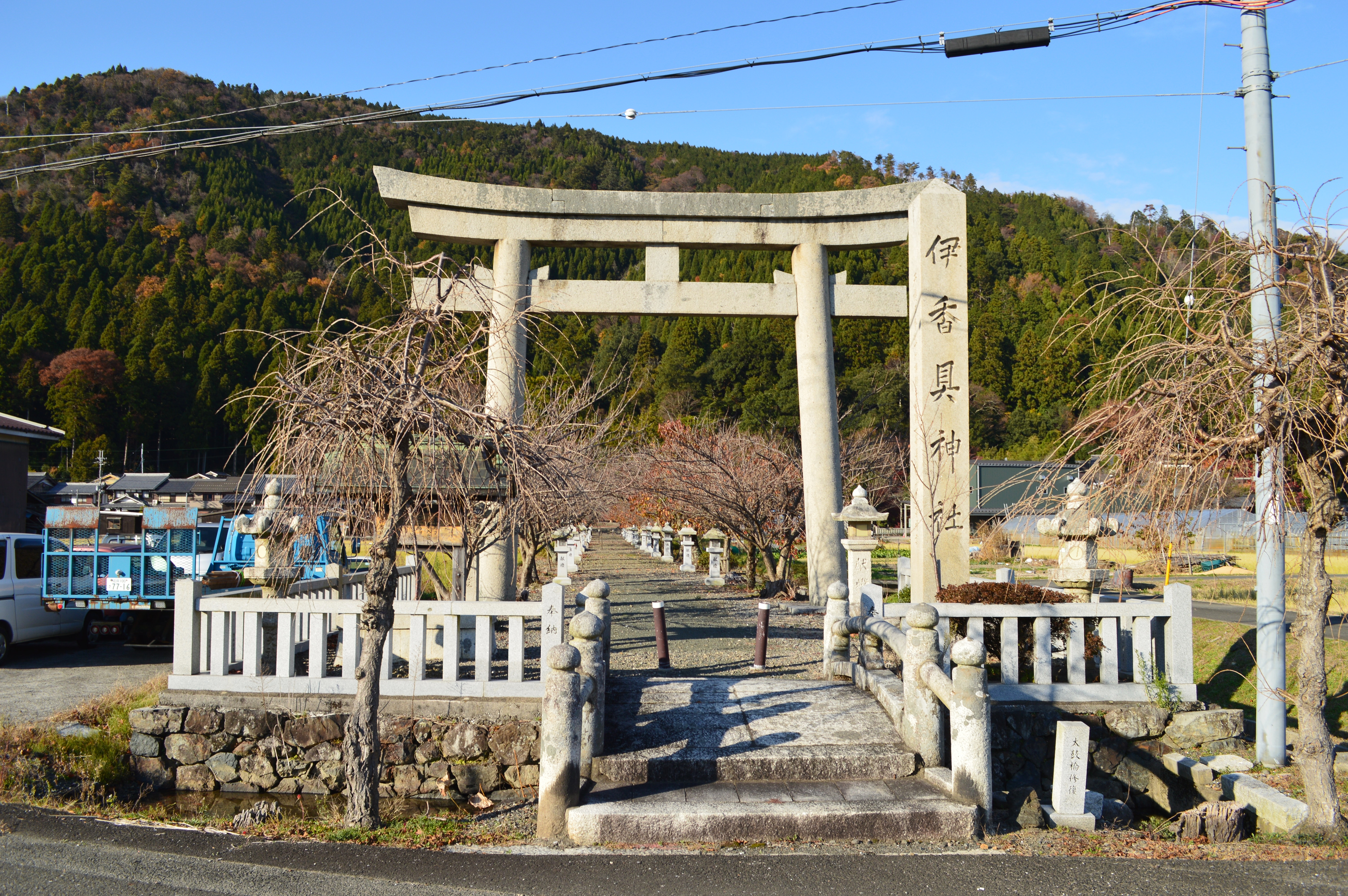
大鳥居

## 摂末社
境内社
- 奥之宮
- 三之宮
- 白山神社

境外社
- 意太神社 - 式内社。

## 祭事
- オコナイ（2月24日）
- 例祭（4月6日）